# 电报山

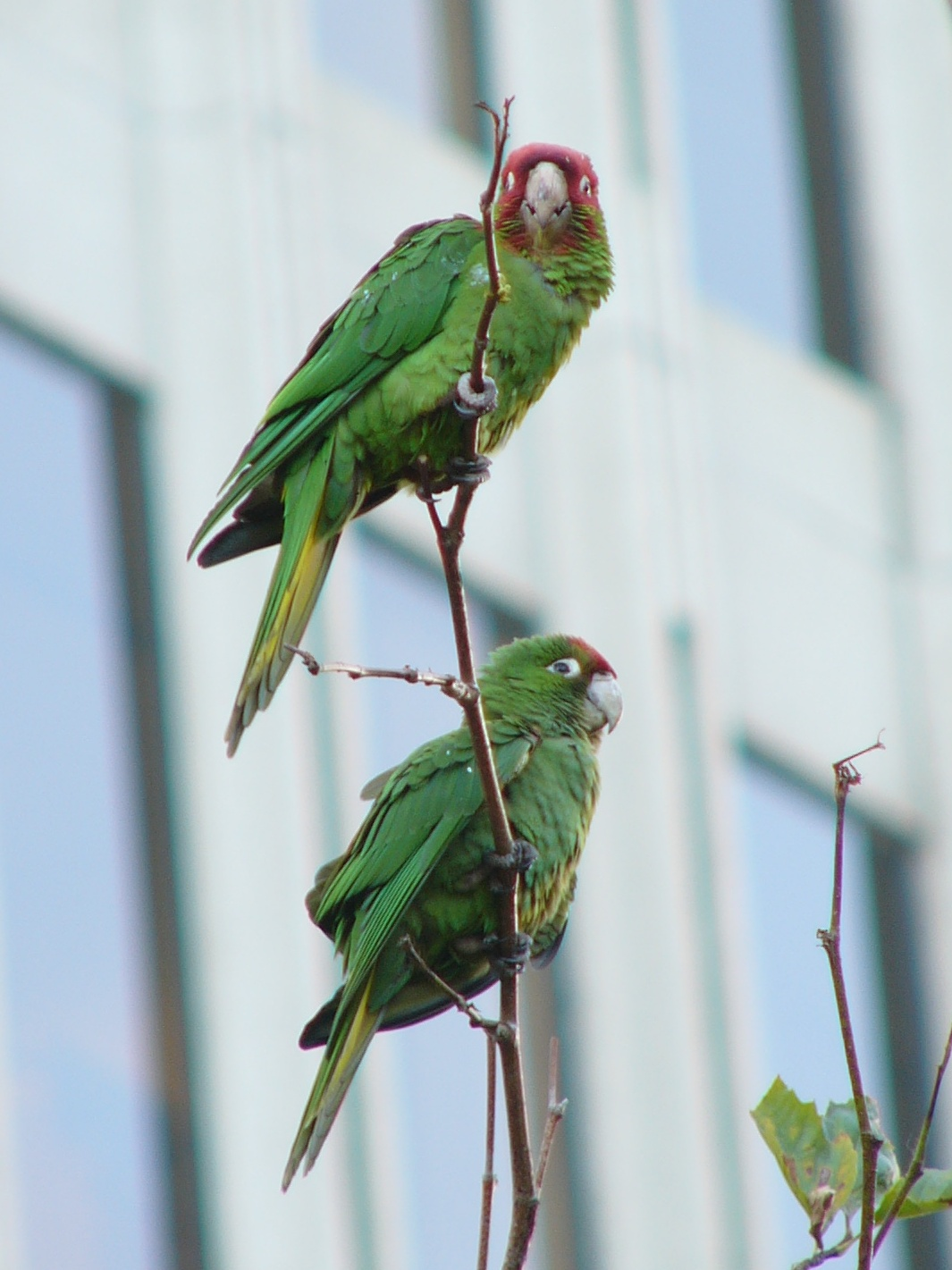
电报山的鹦鹉

电报山（Telegraph Hill）是美国旧金山的一个街区，也是该市的44座山丘和最初的7座山丘之一，海拔83米。
旧金山纪事报定义唐人街、北滩和电报山地区的边界是萨克拉门托街（Sacramento Street）、泰勒街（Taylor Street），海湾街（Bay Street），和海水。
电报山街区南到瓦列霍街（Vallejo Street），东到 Sansome Street，北到弗朗西斯街（Francisco Street），西到鲍威尔街（Powell Street）和哥伦布大道（Columbus Avenue），在那里电报山的西南角与北滩街区重叠。
电报山主要是住宅区，比起毗邻的拥有热闹的咖啡馆和夜生活的北滩，较为安静。除了科伊特塔（電報塔），电报山还拥有著名的菲尔贝特街（Filbert Street）。
电报山还以大批的野生鹦鹉著称。它们得到一些居民和志愿者的帮助，在此建立了繁殖地。爭議性的禁止餵食条例于2007年6月5日通过，禁止在公共场所饲养鹦鹉。